# Siconfi
Il Sistema Informativo Contabile e Fiscale del Settore Pubblico Brasiliano - Siconfi è un sistema per ricevere statistiche contabili, finanziarie e fiscali da un universo che comprende 5.568 comuni, 26 stati, il Distretto Federale e l'Unione del Brasile.

## XBRL
Le informazioni inviate a Siconfi utilizzano lo standard XBRL - Extensible Business Reporting Language.